# Alyssum dudleyi
Alyssum dudleyi är en korsblommig växtart som beskrevs av N. Adiguzel och R.D. Reeves. Alyssum dudleyi ingår i släktet stenörter, och familjen korsblommiga växter. Inga underarter finns listade i Catalogue of Life.